# Ebenthal (Dolna Austria)
Ebenthal – gmina targowa w Austrii, w kraju związkowym Dolna Austria, w powiecie Gänserndorf. Według Austriackiego Urzędu Statystycznego liczyła 867 mieszkańców (1 stycznia 2014).